# ا دی تو ریممبر
ا دی تو ریممبر (به انگلیسی: A Day to Remember) (اغلب به اختصار ای‌دی‌تی‌آر (به انگلیسی: ADTR)، و قبلاً به عنوان اند آو ان ارا (به انگلیسی: End of an Era) شناخته می‌شد) یک گروه راک آمریکایی از اوکالا، فلوریدا، که در سال ۲۰۰۳ توسط گیتاریست تام دنی و درامر بابی اسکراگز تأسیس شد. آنها به خاطر ادغام متال‌کور و پاپ پانک معروف هستند. گروه در حال حاضر متشکل از جرمی مک‌کینون خواننده، نیل وست‌فال گیتاریست ریتم، الکس شلنات نوازندهٔ سازهای کوبه‌ای/درامر و کوین اسکاف گیتاریست اصلی است.
با ایندیانولا رکوردز برای اولین آلبوم خود، و نام آنها خیانت بود (۲۰۰۵) قرارداد امضا کردند، اسکراگز در سال ۲۰۰۶ جدا شده و شلنات جایگزین آن شد. بعداً در همان سال گروه برای کسانی که قلب دارند (۲۰۰۷) را برای ویکتوری رکوردز ضبط کرد. آنها چندین تور در بریتانیا و ایالات متحده را آغاز کردند و قبل از ضبط و انتشار دلتنگی (۲۰۰۹) در چندین جشنواره اجرا کردند. هنگام تبلیغ دلتنگی در تور، دنی جدا شده و اسکاف جایگزین او شد. بلافاصله پس از انتشار آلبوم بعدی خود، آنچه مرا از تو جدا می‌کند (۲۰۱۰)، گروه برای تبلیغ آن به یک تور جهانی رفت. از سال ۲۰۱۱، گروه با ویکتوری رکوردز بر سر قرارداد ضبط خود درگیر دعوی قضایی شده است. در اکتبر ۲۰۱۳ به گروه این حق داده شد تا آلبوم‌های جدید خود را تا زمان صدور حکم نهایی منتشر کنند. آنها پنجمین آلبوم خود را با نام حسن نیت مشترک در آن ماه منتشر کردند. در سال ۲۰۱۶، گروه ششمین آلبوم خود را با نام ارتعاشات بد منتشر کرد. آنها هفتمین آلبوم خود را به نام خوش آمدید در ۵ مارس ۲۰۲۱ منتشر کردند که اولین انتشار آنها تحت نظر فیولد بای رامن بود.

## تاریخچه

### سال‌های اولیه و اولین آلبوم (۲۰۰۳–۲۰۰۶)
خواننده جرمی مک‌کینون، گیتاریست‌ها نیل وست‌فال و تام دنی، بیسیست جاشوا وودارد و درامر بابی اسکراگز پس از نواختن در گروه‌های مختلف در صحنه موسیقی اوکالا، در سال ۲۰۰۳ گرد هم آمدند. بلافاصله پس از آن، گروه شروع به اجرای تنها ۷ برنامه در اولین سال تور خود کرد.
گروه در سال ۲۰۰۴ یک آلبوم چندآهنگهٔ مستقل با نام هاله برای قهرمانان، خاک برای مرده را منتشر کرد که در اجراهای زندهٔ آنها فروخته شد. دومین آلبوم چندآهنگه آنها که همنام با نام گروه بود و بیشتر دمو بود، در ژانویه ۲۰۰۵ منتشر شد. این پیش‌روی برای اولین آلبوم استودیویی آنها بود و شامل نسخه‌های آزمایشی شش آهنگ بود.
آنها در فوریه ۲۰۰۵ با ایندیانولا قرارداد امضا کردند، و برای آن اولین آلبوم خود را با نام و نام آنها خیانت بود (۲۰۰۵) در ماه مه همان سال منتشر کردند. که بیش از ۱۰٬۰۰۰ نسخه فروخت.
وودارد گفت: «یکی از دوستانم گفت که نام صفحه‌نمایش AIM شخصی در ویکتوری رکوردز را دارد. من او را باور نکردم، اما همچنان با آن مرد ارتباط برقرار کردم. ما حدود شش ماه به این طرف و آن طرف رفتیم، و این اتفاق افتاد. اتفاق افتاد که [...] در شهری خارج از شیکاگو [...] مشغول بازی بودیم. این اولین باری بود که در ایلینویز بازی می‌کردیم، با این حال ۵۰–۶۰ تا از بچه‌های آنجا با آهنگ‌های ما آواز می‌خواندند، طوری که انگار در تمام زندگی‌شان طرفدار بوده‌اند.»

### ویکتوری رکوردز و برای کسانی که قلب دارند (۲۰۰۶–۲۰۰۸)
بلافاصله پس از امضای قرارداد با ویکتوری، گروه به همراه درامر جدیدشان الکس شلنات برای ضبط دومین آلبوم خود به استودیو زینگ رفتند. این آلبوم با عنوان برای کسانی که قلب دارند، در ژانویه ۲۰۰۷ در ویکتوری منتشر شد و در نمودار Top Heatseekers بیلبورد در جایگاه هفدهم قرار گرفت.
در سپتامبر ۲۰۰۷، آنها یک کاور از آهنگ «از وقتی رفته‌ای» از کلی کلارکسون را در صفحهٔ مای‌اسپیس خود منتشر کردند. که این بعداً در انتشار مجدد آلبوم برای کسانی که قلب دارند که در فوریه ۲۰۰۸ منتشر شد، به نمایش درآمد و در نمودار برترین آلبوم‌های مستقل در جایگاه ۴۳ قرار گرفت.
ا دی تو ریممبر برای اولین بار در ژانویه ۲۰۰۸ تور بریتانیا را برگزار کرد و در جوایز کرنگ! ۲۰۰۸ نامزد دریافت جایزه بهترین تازه‌وارد بین‌المللی شد!، اما به گروه بلک تاید باخت.
پس از آن، گروه یک تور طولانی افتتاحیه برای سیلورستاین همراه با دویل ورز پرادا و پروتست د هیرو داشت. آنها سپس ۶ آوریل اجرای The Bamboozle Left را در آمفی تئاتر Verizon در ارواین، کالیفرنیا، یک روز در جشنواره Bamboozle در ۲۰۰۸ در رادرفورد شرقی، نیوجرسی در ۳ مه، و همچنین جشنواره دانلود در ژوئن، و تور ونس Warped در ۲۰۰۸ را اجرا کردند. قبل از اجرای جشنواره دانلود، آنها با دویل ورز پرادا و آلسانا در راه تور دانلود، تور بریتانیا را برگزار کردند. در اواسط سال ۲۰۰۸، گروه در تمام تاریخ‌های ایالات متحده از «تور ایزی‌کور» همراه با گروه‌های نیو فوند گلوری، فور یر استرنگ، کریم این استریو و اینترنشنال سوپرهیروز آو هاردکور اجرا کرد.

### دلتنگی و جدایی دنی (۲۰۰۸–۲۰۱۰)
نسخهٔ بازسازی شدهٔ اولین آلبوم آنها، و نام آنها خیانت بود، با عنوان ضبط قدیمی، در اکتبر ۲۰۰۸ از طریق ویکتوری منتشر شد. در اواخر همان ماه، گروه سومین آلبوم استودیویی خود را به نام دلتنگی ضبط کرد.
در دسامبر ۲۰۰۸، ا دی تو ریممبر با پارک‌وی درایو، سویساید سایلنس، د اکیشا استرین و کانفشن در سراسر استرالیا تور برگزار کرد.
دلتنگی در فوریه ۲۰۰۹ منتشر شد و در جایگاه ۲۱ در ۲۰۰ تای برتر بیلبورد و جایگاه اول در برترین آلبوم‌های مستقل قرار گرفت. این آلبوم در «۴۰ آلبوم برتر» رولینگ استون در آن ماه به نمایش درآمد و به جایگاه ۲۱ رسید. تا ژوئیهٔ ۲۰۱۰، این آلبوم بیش از ۲۰۰٬۰۰۰ نسخه فروخته بود.
پس از یک تور بریتانیا، ا دی تو ریممبر به یک تور اروپایی در فوریه ۲۰۰۹ رفت، با بخش آلمانی تور با پشتیبانی گروه‌های فور د فالن دریمز و کنای. ا دی تو ریممبر از مارس تا می ۲۰۰۹ با دویل ورز پرادا، اسکای ایتز ایرپلن و اماروسا در ایالات متحده تور برگزار کرد. قبل از تور، تام دنی مچ دستش شکسته بود. کوین اسکاف که قبلاً از فور لتر لای بود، جای او را پر کرد. آنها با فور د فالن دریمز و ازریل در بریتانیا تور کردند. آنها همچنین به عنوان بخشی از تور Warped سال ۲۰۰۹، در جشنوارهٔ دانلود ۲۰۰۹ اجرا کردند و در ماه اوت و سپتامبر در آسیا، استرالیا و نیوزیلند تور برگزار کردند.
گروه آهنگی را با فیرلس رکوردز به آلبوم گروهی پانک می‌رود به پاپ ۲ ارائه کرد، که کاور آهنگ «بالای سر من (تله کابین)» از د فری است.
در ۲ ژوئن، گروه اعلام کرد که تام دنی گروه را ترک کرده است زیرا می‌خواست بر ازدواج، خانواده و استودیوی ضبط تمرکز کند. او بخشی از روند گروه برای نوشتن مطالب جدید باقی خواهد ماند. اسکاف جایگزین دائمی دنی شد.
«سقوط همه ما» به‌عنوان محتوای قابل دانلود برای سری بازی‌های ویدیویی راک بند منتشر شد، و «چای یخی لژیون نیوجرسی» به عنوان دانلود برای گیتار هیرو: تور جهانی منتشر شد.
ا دی تو ریممبر قرار بود در سال ۲۰۰۹ در جشنواره ریدینگ و لیدز اجرا کنند، اما به دلیل نیاز نیل وست‌فال به جراحی از اجرا کنار کشیدند.
آنها اولین تور سرخط خود، تور کشیدن پود شما، همراه با گروه‌های پارک‌وی درایو، این فیر اند فیث، و آی سی استارز، از سپتامبر ۲۰۰۹ انجام دادند. پس از آن گروه از برینگ می د هورایزن با گروه مهمان آگوست سرخ می‌سوزاند در تور خود در بریتانیا و اروپا در اکتبر پشتیبانی کرد.
در ۱۶ دسامبر، گروه تک‌آهنگ مربوط به تعطیلات «در جایی که می‌خواهید من باشم» را منتشر کرد. یک موزیک‌ویدئو نیز برای این آهنگ ساخته شد.

### آنچه مرا از تو جدا می‌کند و شکایت از ویکتوری (۲۰۱۰–۲۰۱۲)

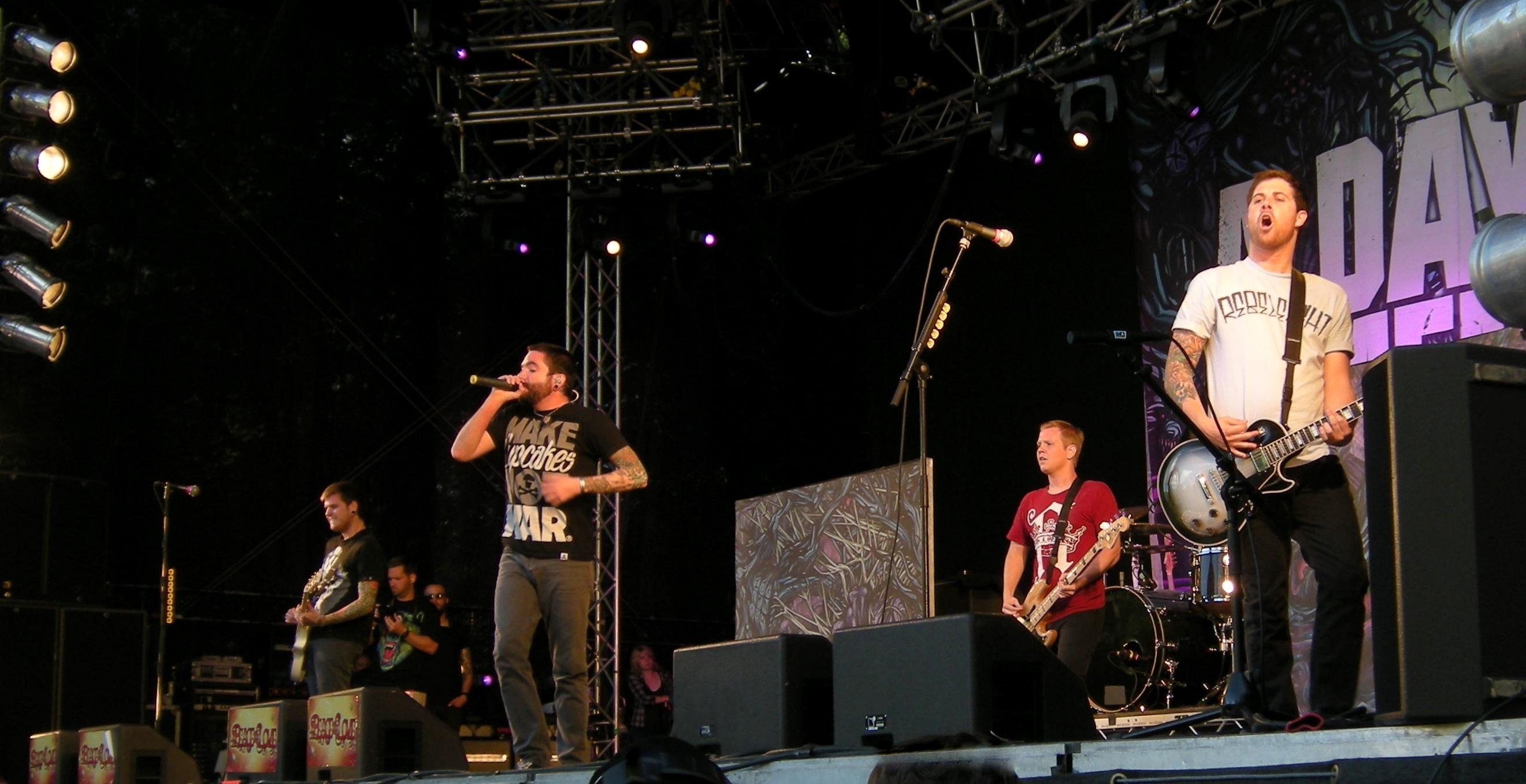
ا دی تو ریممبر در حال اجرا در جشنواره آرامش و عشق ۲۰۱۰ در بورلنیه، سوئد

ا دی تو ریممبر در سال ۲۰۱۰ در جشنواره موسیقی استرالیایی ساندویو اجرا کرد. آنها در مارس ۲۰۱۰ در سراسر بریتانیا تور برگزار کردند با حمایت گروه‌های آرکیتکتس و یور دمایس، و پس از آن «تورسیک» در آمریکای شمالی با آگوست سرخ می‌سوزاند، سیلورستین، اینتر شیکاری، ورا، و گو رادیو از ۳۱ مارس تا ۱۸ مه.
در ۱۴ ژوئیه، MTV.com موزیک‌ویدئوی جدیدترین تک‌آهنگ گروه از دلتنگی، «به من ایمان داشته باش» را در وبگاه خود پست کرد.
با توجه به ویکتوری، ادعا شده بود که گروه قرار است چهارمین آلبوم استودیویی خود را با عنوان آنچه مرا از تو جدا می‌کند در ۲۶ اکتبر منتشر کند. این آلبوم در اوکالا، فلوریدا، با تهیه‌کننده چد گیلبرت، که سازنده دلتنگی نیز بود، ضبط شد و تولید آن در ژوئیه به پایان رسید. در ۲۰ سپتامبر، ا دی تو ریممبر در یک ویدئوی زنده از طریق وبگاه ویکتوری نام آلبوم جدید خود را اعلام کرد: آنچه مرا از تو جدا می‌کند. آنها سپس جلد هنری آلبوم را فاش کردند. انتشار آلبوم چند هفته تا ۱۶ نوامبر به تعویق افتاد.
در نوامبر، اعلام شد که ا دی تو ریممبر ویرایش ۲۰۱۱ تور ونس وارپد را اجرا خواهد کرد.
در ۶ ژانویه ۲۰۱۱، گروه موزیک‌ویدئوی رسمی اولین تک‌آهنگ گرفته شده از آلبوم، «تمام چیزی که می‌خواهم» را از طریق اولین نمایش ام‌تی‌وی به نمایش گذاشت. در این ویدئو نوازندگان بسیاری از گروه‌ها و همچنین تام دنی، گیتاریست پیشین ا دی تو ریممبر و همچنین ویک فوئنتس، پت ونتز، دالاس تیلور و تیم لمبسیس حضور دارند.
در ۱۱ ژانویه، گروه اولین حضور خود را در تلویزیون ملی انجام داد و آهنگ‌های «تمام چیزی که می‌خواهم» و «اینطوری بهتر است» را در جیمی کیمل لایو! اجرا کرد.
قبل از تور ونس وارپد در ۲۰۱۱، ا دی تو ریممبر یک تور با عنوان «تور تغییردهندگان بازی» (مارس - آوریل) با پشتیبانی برینگ می د هورایزن، پیرس د ویل، و وی کیم از رومنس برگزار کرد.
در ۷ ژوئن، گروه موزیک‌ویدئوی دومین تک‌آهنگ از آلبوم، «همه نشانه‌ها به لودردیل اشاره می‌کنند» را منتشر کرد.
در ۱۵ دسامبر، اعلام شد که ا دی تو ریممبر قصد دارد به دلیل فسخ قرارداد، علیه ناشر آنها، ویکتوری شکایت کند. طبق گزارش‌ها، اقدامات قانونی در ۳۱ مه همان سال آغاز شده بود، و گروه مدعی شد که ویکتوری بیش از ۷۵٬۰۰۰ دلار حق امتیاز به آنها بدهکار است. ویکتوری گفته است که این دعوی در واقع در مورد امتناع گروه از انجام تعهدات قراردادی پنج آلبوم خود و تمایل آنها برای انتقال به یک ناشر بزرگ است. ا دی تو ریممبر به Altpress.com این بیانیه را ارائه کرد: «ا دی تو ریممبر مایل است روشن کند که آنها هیچ توجهی در رابطه با شکایت جاری خود با ویکتوری رکوردز اعلام نکرده‌اند و به دنبال آن نبوده‌اند. این اطلاعات از ماه مه ۲۰۱۱ به صورت عمومی ثبت شده است. آنها هیچ قصدی برای صحبت علنی یا تحقیرآمیز در مورد مخالفت خود با ویکتوری ندارند. ا دی تو ریممبر به انتشار آهنگ‌ها برای طرفداران خود ادامه خواهد داد و مشتاقانه منتظر تور در سال ۲۰۱۲ هستند.»
با شروع در ژانویه ۲۰۱۲، گروه به پشتیبانی از رایز اگنست در سراسر ایالات متحده رفت، که تور در دو قسمت پخش شد و گروه در استرالیا و نیوزیلند بین دو قسمت تور اجرا کرد.
در ۲۷ فوریه، گروه «دوم بودن به درد نمی‌خورد» را به عنوان چهارمین تک‌آهنگ از آنچه مرا از تو جدا می‌کند منتشر کرد.

### حسن نیت مشترک (۲۰۱۲–۲۰۱۴)
در ۸ مه ۲۰۱۲، گروه در یک نمایش در نیوجرسی اعلام کرد که آلبوم آینده آنها حسن نیت مشترک نام خواهد داشت. در ۳ دسامبر، گروه یک شمارش معکوس را در وب سایت خود منتشر کرد که برای ۲۱ دسامبر شمارش معکوس می‌کرد، اما فاش نکرد که برای چه چیزی شمارش معکوس دارد. هنگامی که شمارش معکوس به صفر رسید، یک تک‌آهنگ جدید با عنوان "خشونت (به اندازه کافی است)" منتشر شد. در ۲۱ ژانویه ۲۰۱۳، ا دی تو ریممبر اطلاعات بیشتری در مورد تور آینده خود منتشر کرد و از آن به عنوان تور بازگشت دوباره به آن یاد کرد. در ۱۸ مارس، مک‌کینون اعلام کرد که آلبوم جدید حسن نیت مشترک فرایند تولید را تکمیل کرده و قرار است میکس شود. در ۲۰ مارس، وودارد تصویری را در حساب کاربری رسمی خود در توییتر منتشر کرد، که بیان کرد که گروه «دوباره در جاده» بازگشته است. در همان روز، اولین ایستگاه تور ایالات متحده «بازگشت دوباره به آن»، ا دی تو ریممبر آهنگ جدیدی را پخش کرد که قرار بود در حسن نیت مشترک باشد، به نام «حق بازگشت دوباره به آن». آنها به اجرای این آهنگ جدید در هر ایستگاه از تور بازگشت دوباره به آن ادامه دادند. مک‌کینون در مصاحبه‌ای با وای‌جی‌آردی در ماه آوریل، در پاسخ به سؤالی دربارهٔ تاریخ انتشار آلبوم گفت که «در هفته گذشته تاریخی وجود دارد که [...] آن را دور زده‌ایم، اما منظورم این است که ما واقعاً چیزی را تعیین نکرده‌ایم.» در همان مصاحبه از او پرسیده شد که آیا حسن نیت مشترک قرار است در ویکتوری منتشر شود، او پاسخ داد که گروه «مطمئن نیستند» و این شکایت هنوز در حال حل و فصل است.
در ۲۳ اوت، آلبوم برای انتشار در ۸ اکتبر ۲۰۱۳ اعلام شد. چند روز قبل از انتشار، گروه حق انتشار خود آلبوم را به دست آورد، با گروه به صورت قراردادی متعهد به مدیون ویکتوری حداقل دو آلبوم دیگر. مک‌کینون در مورد ویکتوری گفت: «تنها چیزی که [آنها] بالاتر از ما داشتند، حق انتشار این آلبوم بود و ما حق انتشار آن را خودمان به دست آوردیم [...] حالا می‌تواند به هیئت داوران برسد و موفق باشید. هیئت داوران متشکل از افراد تصادفی موافق هستند که دو آلبوم زنده که به‌طور جداگانه فروخته می‌شوند به عنوان یک آلبوم محسوب نمی‌شوند، موفق باشید." گروه در ۸ اکتبر آلبوم خود را به صورت دیجیتالی منتشر کرد. یک نسخهٔ فیزیکی با آهنگ‌های اضافی در ۲۵ نوامبر، توسط لیبل خود گروه، ای‌دی‌تی‌آر رکوردز منتشر شد.

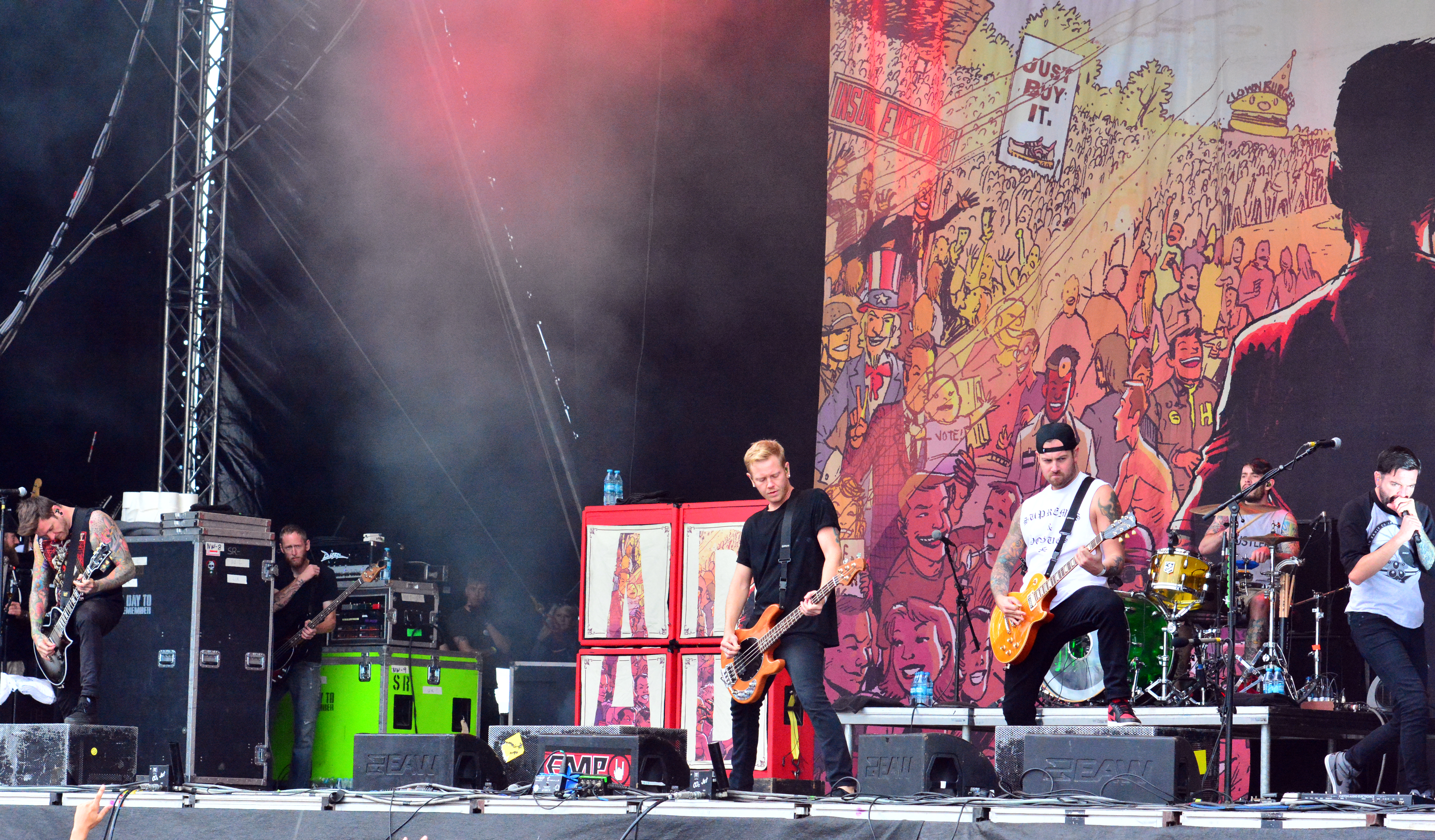
ا دی تو ریممبر در تور در ۲۰۱۴

گروه در ژانویه و فوریه ۲۰۱۴ به یک تور بریتانیا و اروپا رفت. در مصاحبه‌ای در اواخر ژانویه، مک‌کینون اشاره کرد که گروه با امید به انتشار یک آلبوم زنده، نمایش لندن را در این تور فیلمبرداری خواهد کرد. گروه در سراسر آمریکا در طول سپتامبر و اکتبر با پشتیبانی گروه‌هایی از جمله برینگ می د هورایزن، موشنلس این وایت و کیودوس، دو تور پارک‌ها و ویرانی‌ها را در سرتاسر آمریکا برگزار کرد. گروه برای بلینک-۱۸۲ (اولین اجرای زنده با مت اسکیبا) دو تاریخ را افتتاح کرد.

### ارتعاشات بد (۲۰۱۵–۲۰۱۸)
در ۳۰ سپتامبر ۲۰۱۵، نیل وست‌فال، ریتم گیتاریست، در مصاحبه ای با التیمیت گیتار اعلام کرد که گروه به‌طور معمولی بر روی محصول جدید کار می‌کند، بدون اینکه تاریخ انتشار احتمالی داشته باشد. ا دی تو ریممبر تور بیگ اس را در صحنه‌ها به همراه گروه آمیتی افلکشن در استرالیا و نیوزیلند با پشتیبانی گروه‌های موشنلس این وایت و هندز لایک هاوسز در دسامبر ۲۰۱۵ آغاز کرد. در ۹ مارس ۲۰۱۶، «پارانویا» از طریق Beats 1 به نمایش درآمد. آهنگ با بیل استیونسون از گروه‌های دسندنتز/آل ضبط شد. این به عنوان یک تک‌آهنگ در ۱۱ مارس منتشر شد. یک موزیک‌ویدئو در همان روز منتشر شد، به کارگردانی اتان لیدر.
در ۲ ژوئن ۲۰۱۶ آهنگی با عنوان «ارتعاشات بد» به همراه موزیک‌ویدئوی آن منتشر شد. همچنین اعلام شد که این آهنگ عنوان ششمین آلبوم آنها به نام ارتعاشات بد خواهد بود. این آلبوم در لیبل مستقل آنها و اپیتاف رکوردز منتشر شد. «گاوبازی» به عنوان تک‌آهنگ سوم در ۲۵ ژوئیه منتشر شد. «ساده لوحی» به عنوان تک‌آهنگ چهارم در ۱۹ اوت منتشر شد. «ما این رو گرفتیم» به عنوان تک‌آهنگ پنجم در ۱ سپتامبر منتشر شد. این آلبوم در ۲ سپتامبر منتشر شد. گروه از ژوئیه تا اکتبر ۲۰۱۶ در تور «کالیفرنیا» ۲۰۱۶ از بلینک ۱۸۲ حمایت کرد. در طول نمایش بازگشت به خانه خود در اوکالا در ۱۸ مارس ۲۰۱۷، کلیدهای شهر به گروه اهدا شد. آهنگ «همچنین دربارهٔ تو» در ۲۳ ژانویه ۲۰۱۸ در ایستگاه‌های رادیویی راک منتشر شد.

### خوش آمدید و جدایی وودارد (۲۰۱۹–تاکنون)
در ۱۴ ژوئن ۲۰۱۹، مارشملو، تهیه‌کنندهٔ موسیقی رقص الکترونیک، آهنگی را به همراه گروه با نام «نجاتم بده» منتشر کرد و به مناسبت اولین انتشار جدید ا دی تو ریممبر در سه سال اخیر است. دو ماه بعد، در ۲۰ اوت ۲۰۱۹، گروه یک تک‌آهنگ جدید به نام «منحط شدن» منتشر کرد و نشان داد که اکنون با فیولد بای رامن قرارداد امضا کرده‌اند. در طی یک نمایش رایگان صمیمانه در هاوس آف وانس در لندن در ۲۱ اوت ۲۰۱۹، گروه اعلام کرد که هفتمین آلبوم آنها خوش آمدید نام دارد و در اواخر همان سال منتشر خواهد شد.
در نهایت اعلام شد که آلبوم در ۱۵ نوامبر منتشر می‌شود، اما یک هفته قبل از انتشار برنامه‌ریزی شده، اعلام شد که آلبوم تا اوایل سال ۲۰۲۰ به تعویق افتاده است، کوین اسکاف، گیتاریست گروه بعداً توضیح داد که به دلیل آن است میکس و کار هنری آلبوم هنوز کامل نشده است. در عین حال، گروه تک‌آهنگ دیگری به نام «کینه» را در ۲۲ نوامبر منتشر کرد. در ۱۵ آوریل ۲۰۲۰، گروه سومین تک‌آهنگ «ذهن‌خوان» را به همراه یک موزیک‌ویدئوی همراه منتشر کرد. در ۱۸ نوامبر، گروه اعلام کرد که آلبوم جدید آنها برای انتشار در ۵ مارس ۲۰۲۱ تنظیم شده است. آنها همچنین چهارمین تک‌آهنگ «دیوار آجری» را منتشر کردند.
در ۲۵ ژانویه ۲۰۲۱، گروه یک رویداد پخش زنده آکوستیک به نام «Live at The Audio Compound» برگزار کرد. در ۲۷ ژانویه، پنجمین تک‌آهنگ آلبوم، «همه آنچه نیاز داریم» منتشر شد؛ پس از آن یک موزیک‌ویدئوی رسمی در ۱۰ مارس منتشر شد. در ۲ اوت، گروه در رسانه‌های اجتماعی خود با عنوان «تور ورود مجدد» و به همراه پشتیبانان اسکینگ الکزندریا و پوینت نورث اعلام کرد. پیش فروش بلیت از روز بعد آغاز شد و فروش واقعی در ۶ اوت آغاز شد. در ۱۳ اکتبر، اعلام شد که جاشوا وودارد، بیسیست گروه، گروه را به دلیل اتهامات مطرح شده در مورد سوء رفتار جنسی گذشته از سال ۲۰۲۰ ترک کرده است. وودارد همچنین در یک تصادف اتومبیل در سال ۲۰۱۷ نقش داشت که در آن «به‌طور غیرمنتظره ای از سه خط ترافیک عبور کرد» و یک راننده ۲۴ ساله را کشت. این تا سال ۲۰۲۱ فاش نشد. در ۱۶ دسامبر، گروه یک موزیک‌ویدئو برای آهنگ «آخرین شانس برای رقص (دوست بد)» منتشر کرد.
در ۲۱ ژوئیه ۲۰۲۲، گروه یک تک‌آهنگ به نام «معجزه» منتشر کرد.

## سبک موسیقی و تأثیرات
ا دی تو ریممبر توسط منتقدان به عنوان متال‌کور، پاپ پانک، پست-هاردکور، آلترناتیو راک، ملودیک متال‌کور، ملودیک هاردکور، پاپ راک، و ایزی‌کور توصیف شده است. ساختار آهنگ آنها اغلب از فرمول متال‌کور پیروی می‌کند و در کروس سبک پاپ پانک ترکیب می‌شود. منتقد آل‌میوزیک، ادواردو ریواداویا، این ترکیب را «پاپ-موش» نامیده است و همچنین گروه را ترکیبی از «ایمو، هاردکور و متال» توصیف کرده است. وقتی در مصاحبه‌ای با ابسلوت‌پانک در مورد صدای آنها پرسیده شد، جرمی مک‌کینون اظهار داشت:
| «             | عجیب است. ببینید، خنده دار است زیرا ما خیلی وقت است که این کار را انجام می‌دهیم. وقتی ما شروع کردیم، این چیز جالبی نبود. همه به ما گفتند که تلفیق کردن این دو ژانر کارساز نیست. جهنم، بسیاری از مردم هنوز هم چنین احساسی دارند. ما همیشه همان چیزی را که می‌خواستیم بشنویم پخش کرده‌ایم، و صادقانه بگویم مردم آن زمان آن را انجام نمی‌دادند. ما عاشق پاپ پانک بودیم، عاشق گروه‌های هاردکور بودیم و نمی‌توانستیم تصمیم بگیریم که چه باشیم. پس گفتیم لعنت بهش بیایید هر دو را انجام دهیم. | » |
| —جرمی مک‌کینون | |   |

اعضای ا دی تو ریممبر از گروه‌های نیو فوند گلوری، بلینک-۱۸۲، نوفکس، بیوری یور دد، کامبک کید، میلنکولین، آن بروکن وینگز و سونث استار به عنوان تاثیرگذاران یاد کرده‌اند.

## اعضای گروه
| اعضای فعلی - جرمی مک‌کینون – خواننده اصلی (۲۰۰۳–تاکنون) - نیل وست‌فال – گیتار ریتم، همخوان (۲۰۰۳–تاکنون) - الکس شلنات – درامز (۲۰۰۶–تاکنون) - کوین اسکاف – گیتار اصلی، همخوان (۲۰۰۹–تاکنون) | اعضای پیشین - بابی اسکراگز – درامز (۲۰۰۳–۲۰۰۶) - تام دنی – گیتار اصلی (۲۰۰۳–۲۰۰۹) - جاشوا وودارد – بیت (۲۰۰۳–۲۰۲۱) |

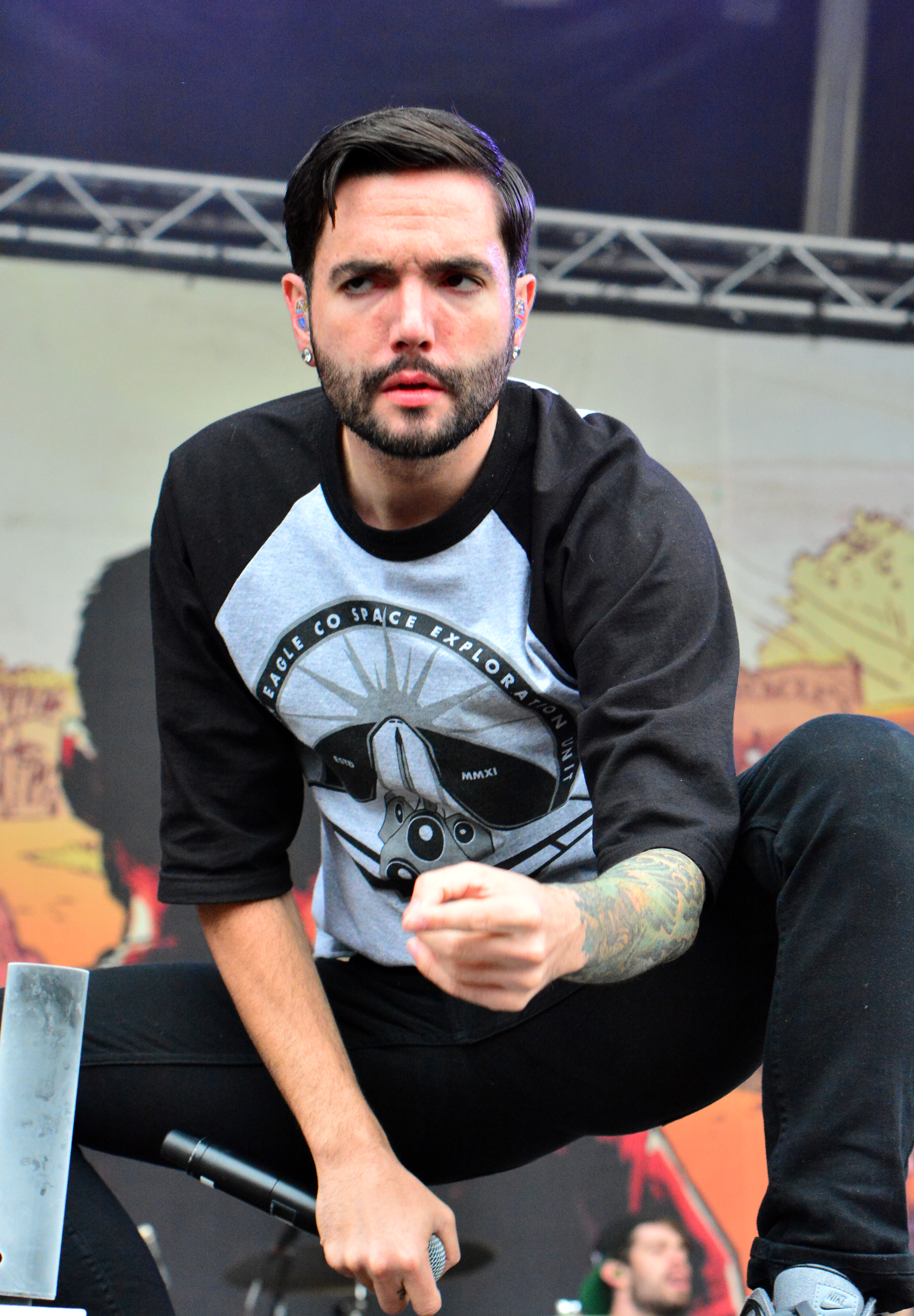
جرمی مک‌کینون
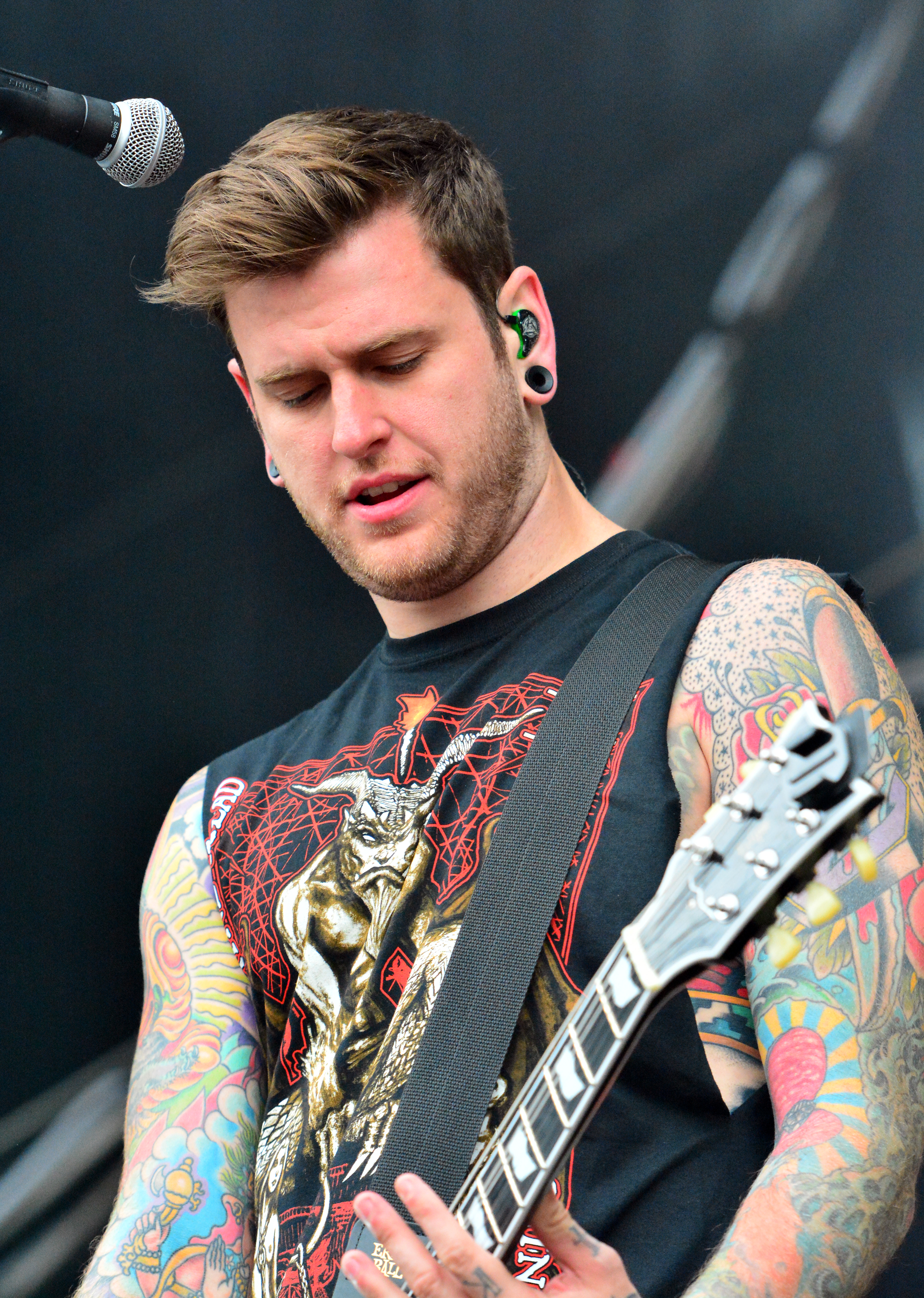
نیل وست‌فال
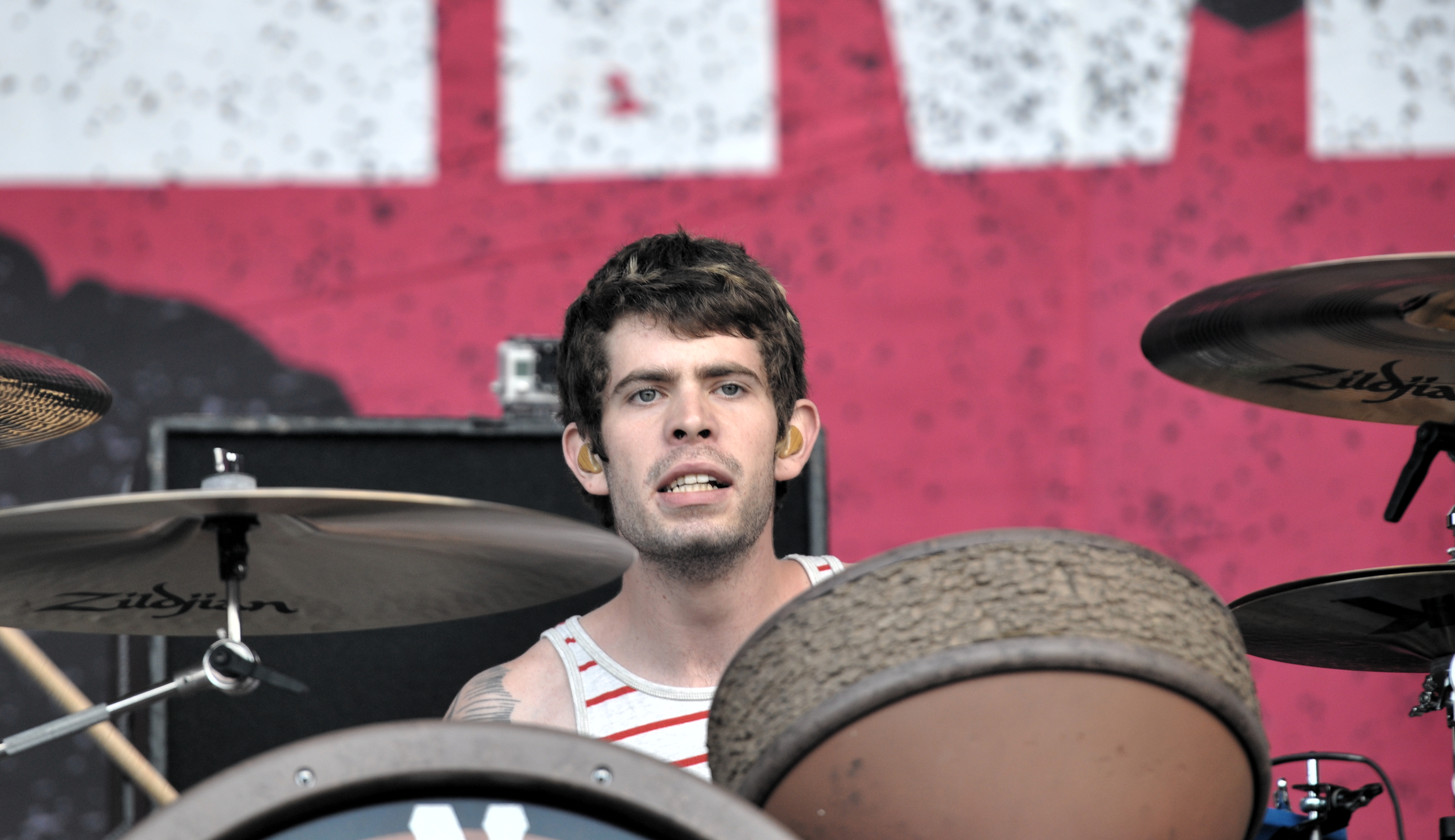
الکس شلنات
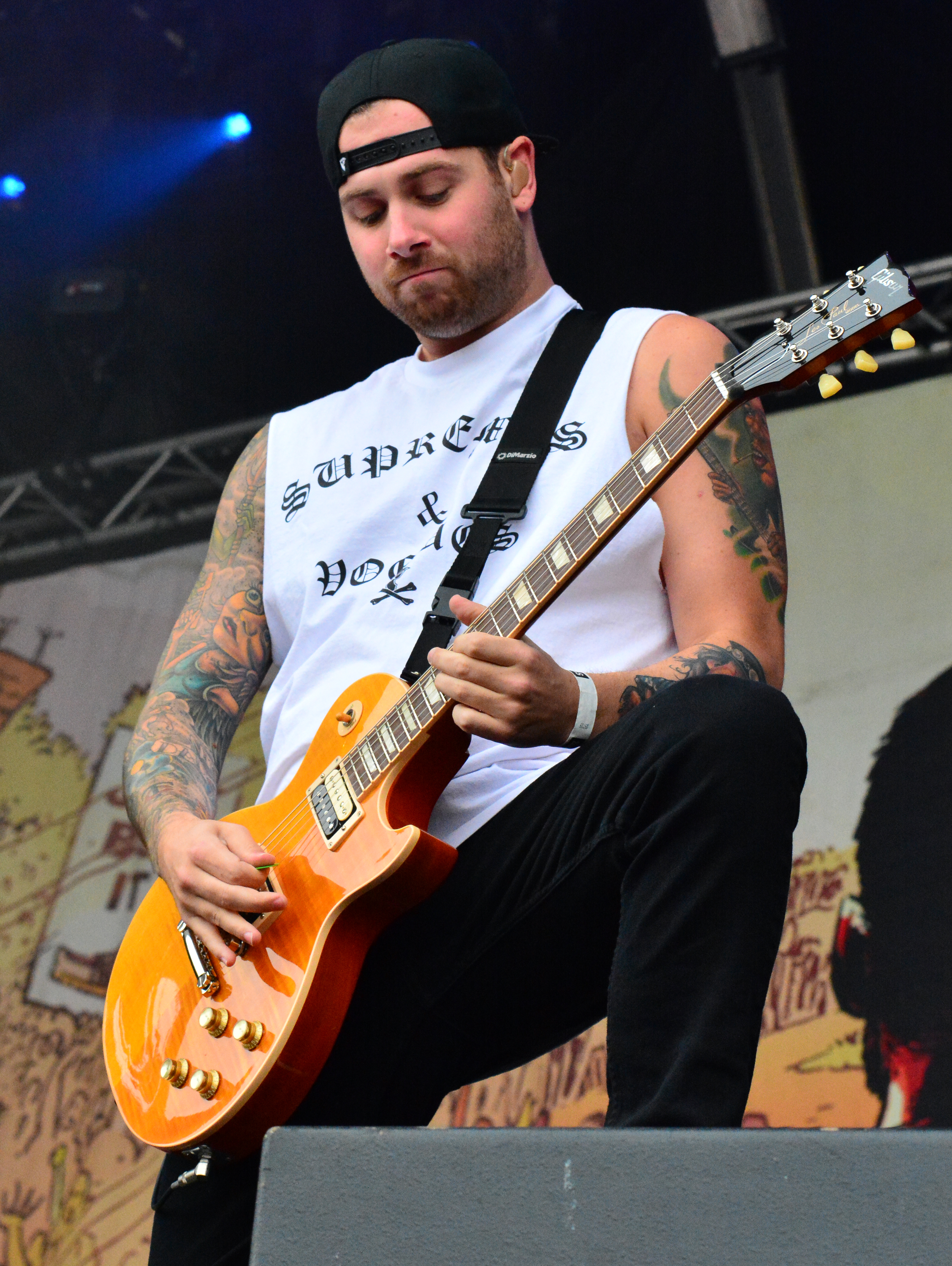
کوین اسکاف

## ترانه‌شناسی
آلبوم‌های استودیویی
- و نام آنها خیانت بود (۲۰۰۵)
- برای کسانی که قلب دارند (۲۰۰۷)
- دلتنگی (۲۰۰۹)
- آنچه مرا از تو جدا می‌کند (۲۰۱۰)
- حسن نیت مشترک (۲۰۱۳)
- ارتعاشات بد (۲۰۱۶)
- خوش آمدید (۲۰۲۱)

## جوایز و نامزدی‌ها
جوایز موسیقی آلترناتیو پرس

| سال  | نامزدی / اثر   | جایزه                  | نتیجه    |
| ---- | -------------- | ---------------------- | -------- |
| ۲۰۱۴ | ا دی تو ریممبر | هنرمند سال             | نامزدشده |
| ۲۰۱۴ | حسن نیت مشترک  | آلبوم سال              | نامزدشده |
| ۲۰۱۴ | ا دی تو ریممبر | بهترین گروه اجرای زنده | نامزدشده |
| ۲۰۱۵ | ا دی تو ریممبر | بهترین گروه اجرای زنده | برنده    |
| ۲۰۱۵ | «پایان من»     | بهترین موزیک‌ویدئو      | نامزدشده |

جوایز موسیقی کرنگ!

| سال  | نامزدی / اثر   | جایزه                 | نتیجه    |
| ---- | -------------- | --------------------- | -------- |
| ۲۰۱۲ | ا دی تو ریممبر | بهترین گروه بین‌المللی | نامزدشده |